# DRBFM
DRBFM(Design Review Based on Failure Mode)는 도요타 자동차가 개발한 미연방지 기법이다. 본 기법은 문제가 없는 것이 입증된 기존 설계에 변화 혹은 변경이 일어났을 경우 문제가 생긴다는 개념을 기본으로 한 것이다. 즉, 지금까지 인지하지 못했던, 혹은 보이지 않았던 품질 문제를 효율적이고, 간단하게 찾아내는 방법이다.

## DRBFM의 방법론
DRBFM은 큐슈 대학의 요시무라 교수가 개발하였다. 요시무라 교수는 충분한 검토가 이루어지지 않은 변경된 부분에서 문제가 발생한다는 것을 알아냈다. 미연방지(未然防止,みぜんぼうし)의 개념으로 만들어낸 방법론이 DRBFM이다. 요시무라 교수는 본 방법론을 통해 여러 기업을 지원하였고 그는 DRBFM을 통해 기업이 더 발전할 것이라고 믿었다. DRBFM 방법론의 성공은 고객의 가치를 포함한 필요 분야와 인원이 모두 참여하여 동일한 목표와 가치를 추구하여야 이룰 수 있다.
DRBFM의 3가지 기본 개념:
- Good Design (좋은 디자인)
- Good Dissection (좋은 해부, 분석)
- Good Discussion (좋은 토론, 논의)

이 3가지의 기본 개념을 통틀어 GD³라고 칭한다.

### Good Design (좋은 디자인)
설계의 신뢰성은 변경되지 않은 Design에 있으며 DRBFM 방법론은 변경, 변화점에서부터 시작된다. 디자인의 어긋남은 아주 사소하고 작은 변경들에서 시작되며 작은 어긋남이 작게는 파트간의 문제 크게는 전체 시스템의 문제로 번질 수 있다. 또한 너무 많은 변화가 너무 빠르게 동시에 이루어진다면 발견되는 문제보다 더 많은 문제가 설계에 숨어 있을 수 있기 때문에 디자인의 변경, 변화는 서로 다른 두 부분에서 동시에 이루어지지 않는 것이 바람직하다. DRBFM은 이러한 변경, 변화점과 이로 인해 예상되는 문제를 가시화하여 미연에 문제를 해결하는 방법론이다.

### Good Dissection (좋은 해부, 분석)
변경과 변화를 발견했다면 기존의 기초 제품과 새로이 설계되는 제품을 두고 명확하게 분석해야 한다. 분석에는 테스트를 통한 분석과 더불어 설계의 노하우를 통한 의견 취합, 타 부서의 입장에서의 제품 설계 고려 등이 이루어진다.

### Good Discussion (좋은 토론, 논의)
토론은 변경 변화점에 집중되어 이루어져야 한다. 만약 검증된 디자인이 그대로 새로운 제품에 적용된다면 실패 확률은 낮을 것이다 하지만 검증된 디자인이 일부 변경되어 새로운 제품에 적용된다면 실패의 확률은 올라갈 것이다.
토론의 주제에 대한 예로는 
- 왜 그 부분에 차이가 발생했는가?
- 차이가 있는 것은 좋은 것일지도 모르지만, 한편으론 불안 요소일수도 있다
- 예상되는 문제가 발생되지 않도록 어떻게 설계하였는가? 혹은 어떻게 설계하면 좋을까?

3가지 기본 개념중 가장 중요한 것은 토론이며 DRBFM은 변경 변화를 발견하는 것에서 끝나는 것이 아닌 시작이고 관련 부서와 인원이 한자리에 모여 토론, 논의를 통해 변경으로 인한 문제를 발견하고 해결하는 것이다.

## 변경과 변화점
- 변경점: 설계자가 제품을 좋게 하기 위해 바꾼 부분(ex. 치수, 구조, Layout 등)
- 변화점: 설계자의 의도 외적으로 제품에 작용되는 부분(ex. 사용 환경, 사용 방법)

## DRBFM 활동의 순서
1. 설계 진행 → 2. DRBFM 문서 작성 → 3. 토의 (Ex. Design Review) → 4. 대책 적용 (변경 발생 시 1번부터 반복) → 5. 설계 완성